# Vasile Constantinescu
Vasile Constantinescu (n. 18 decembrie 1943, comuna Mitoc, județul Botoșani - d. 20 octombrie 2004, Iași) a fost un poet, prozator și eseist român. Începând din anul 1970, timp de trei decenii a fost redactor la revista Cronica din Iași, între 1990 si 1995 fiind secretar general de redacție al aceleiași reviste. Membru al Uniunii Scriitorilor din România, primește Premiul Asociației Scriitorilor din Iași pentru poezie (1981) pentru Spațiul dintre cuvinte, Premiul Asociației Scriitorilor din Iași pentru proză (1990) pentru Dincolo de geamanduri și Premiul pentru literatură al revistei Cronica (1993). A colaborat cu poezii, proză, recenzii, eseuri la Cronica, Convorbiri literare, Amfiteatru, Ateneu, Tribuna, Dacia literară ș.a.

## Biografie
Se naște pe 18 decembrie 1943 în comuna Mitoc, județul Botoșani. Este fiul lui Dumitru Constantinescu și al Anicăi.
Urmează clasele primare în comuna natală (1949-1956), studiile liceale la „Mihai Viteazul” din Galați (1958-1960) și la Liceul Teoretic din Săveni (județul Botoșani) între 1960 și 1962. Studiază apoi la Facultatea de Filosofie a Universității „Alexandru Ioan Cuza” din Iași (1965-1970). 
Debutează in 1967 cu poezii in revista Cronica din Iași, iar după absolvire, își continuă îndelungata carieră publicistică: timp de trei decenii va fi redactor la revista Cronica din Iași, între 1990 si 1995 fiind secretar general de redacție al aceleiași reviste.
Membru al Uniunii Scriitorilor din România, primește Premiul Asociației Scriitorilor din Iași pentru poezie (1981) pentru Spațiul dintre cuvinte, Premiul Asociației Scriitorilor din Iași pentru proză (1990) pentru Dincolo de geamanduri și Premiul pentru literatură al revistei Cronica (1993). 
A colaborat cu poezii, proză, recenzii, eseuri la Cronica, Convorbiri literare, Amfiteatru, Ateneu, Tribuna, Dacia literară ș.a. 
S-a stins din viață la Iași pe 20 octombrie 2004 și a fost înmormântat la Cimitirul „Eternitatea” din Iași.

## Activitatea literară
"Prima lui carte, La țărmul clipei (1971), a fost întâmpinată cu destule rezerve, ceea ce explică intervalul destul de mare între acesta și următorul volum de versuri, Am inventat o planetă (1978), simțit ca adevăratul început, conturând o anume personalitate poetică și un univers liric propriu, ușor de recunoscut în tematică și maniera următoarelor apariții: Spațiul dintre cuvinte (1981; Premiul Asociației Scriitorilor din Iași), Sfera cu raze inegale (1985), O lume de senzații (1996). Poeziei ludice, voit antilirică, marcată de ironie și cerebralitate, i se adaugă o dimensiune nouă, prin cărțile de poezie pentru copii, Când sosește Mos Crăciun (1994) și Cartea cu semne fermecate sau Drum imaginar prin abecedar (1997). Această perioadă, a maturității poetice, aduce deschiderea către universul prozei, care de la început apare deplin configurat, ca din povestirile din Dincolo de geamanduri (1990; Premiul Asociației Scriitorilor din Iași) și în romanul A opta zi de la facerea lumii sau Fragment dintr-o piele de șarpe (1997). Într-o continuitate cu problematica prozei se află eseurile din Destinul spiritului și secolul XXI (1998) și din volumul Între Alfa și Omega (2003), un gest de fidelitate față de vocația filosofică și discursul speculativ, care abandonează intuiția literară pentru un demers hermeneutic și proiectiv, unde sunt integrate, în mod paradoxal, mesajele cărților sacre și semnele erei informatice, într-un "mesianism" al civilizației postmoderne.
Dacă La țărmul clipei a apărut criticii o carte "impersonală", tributară unor convenții asociative, trebuie remarcat că în volumele ulterioare Vasile Constantinescu rămâne fidel dimensiunii ludice a poemului, pe fondul unei poeticități de tip reflexiv, înclinată către limbajul speculativ și "spiritul geometric". Abundă termenii din geometrie, tehnică, cibernetică, mărturisind o receptivitate acută față de suflul vremii și, în egală măsură, angoasa produsă de invazia tehnicismului. Obsesia timpului străbate textele și deschide terenul reveriei, proiecției fantastice, călătoriilor, clivajelor temporale. Spirit fundamental ironic, autorul cultivă asociațiile neașteptate, pândește îndelung surpriza cititorului printr-o continuă sfidare a  convențiilor "poeticului", subliniază în chip periculos propriul timbru liric, lăsând prozaicul să năvălească în poezie. Amintind de pseudofabula Cronicari sau de Fuchsiada lui Urmuz, voitele inadecvări frizează nonsensul și absurdul: circul este asociat metafizicii, fizica cuantică - filologiei. Parafraza, sintagmele celebre modificate, reperele culturale invocate aluziv sau direct, toate la un loc imprimă un difuz aer parodic, mergând de la benign la agresiv: "fac piața, deci exist." În spatele acrobației ludice, care se vrea o perpetua frondă, jubilația lasă locul amărăciunii, lirismului cenzurat. Ironiei i se adaugă o sobrietate mimată. Prospețimea acestei poezii vine din amestecul dintre "realul cel mai palpabil cu imaginarul cel mai nesăbuit" (Val Condurache), cum ar fi în Peisaj cu pasăre și electroni sau în acest vers suprarealist: "La început a căzut din cer o găină". În fine, demitizările au gustul unei amare victorii, disimulând nostalgia unui imposibil clasicism, a cărui plenitudine pierdută își găsește expresia paradoxală în Sfera cu raze inegale. Universul prozei din Dincolo de geamanduri poate să pară, așa cum s-a remarcat, ușor de încadrat fie în fantastic, fie în SF. Cert este că într-o lume a firescului, a raționalului, se creează uneori o breșă, o ruptură. Un ceas "pleacă în timp", un personaj dispare dincolo de o banală dună de nisip, un altul își amintește propria moarte. Dar, în mod constant, narațiunea se desfașoară în cadrul cel mai realist, prozaic chiar, din perspectiva unor personaje-martor pentru care "deplasarea" în fantastic este de ordinul "ipoteticului". E aici "lumea lui așa apare să fie". Adesea personajul-martor încearcă investigații, interpretări, probe, proza luând aspectul policier-ului. Simptomatic, "explicațiile" parcurg un cerc logic, în care impresia straniului se adâncește. Alteori, "breșa" în realitate e doar bănuită: prietenul Naum se întoarce, după un experiment, usor schimbat, iar naratorul are aproape certitudinea că are în față un Naum-mașină, care l-a ucis pe cel adevărat și pe inventatorul său, într-un accident suspect. Obsesia timpului structurează o parte din povestiri: timpul curge îndărăt sau este un "timp sferic", durata parcurge infinitul cercului, "infinit mort". Lume a ipoteticului, acest "fantastic speculativ" trimite la marii precursori, la Sărmanul Dionis al lui Eminescu și la unele nuvele de Mircea Eliade. Nu lipsesc motivele consacrate de literatura lui Borges, cartea magică declanșatoare de mari aventuri existențiale și himera unui Aleph, care "întors", povesteste viitorul. Romanul A opta zi dupa facerea lumii..., definit de autor cu ironie "fantastic, politist, metafizic și realist-socialist", este structurat ca dialog între texte aparținând unor "autori distincți" - Prometeu, Sisif, Don Quijote, Ilie Săbiuță, Pandele Carabăț - și se asează la granița între roman și eseu, având ca dominantă drama cunoașterii, prezentă subiacent în povestiri. Scenariul parodic este evident: Carabăț, profesor de filosofie, ține o importantă conferință sub cupola circului - asociat, din nou, cu metafizica - , și un "Abracadabra" rostit aici pare a maimuțări cuvântul întemeietor, zeflemea cosmică ce prelungește nota urmuziană și în universul românesc."

## Opera literară
- La țărmul clipei, Iași, 1971;
- Am inventat o planetă, prefață de Liviu Leonte, Iași, 1978;
- Spațiul dintre cuvinte, Iași, 1981;
- Sfera cu raze inegale, Iași, 1985;
- Dincolo de geamanduri, Iași, 1990;
- Când sosește Moș Crăciun, Botoșani, 1994;
- O lume de senzații, Timișoara, 1996;
- Cartea cu semne fermecate sau Drum imaginar prin abecedar, Iași, 1997;
- A opta zi de la facerea lumii sau Fragment dintr-o piele de șarpe, Iași, 1997;
- Destinul spiritului și secolul XXI, Iași, 1998;
- 666. Misterul numărului apocaliptic, București, ALDO Press,  2001;
- Apocalipsa decodificată sau Schimbarea algoritmului, București, 2002;
- Între Alfa și Omega, București, 2003.

## Premii literare
- Premiul Asociației Scriitorilor din Iași pentru poezie, (1981) pentru Spațiul dintre cuvinte, Iași, 1981;
- Premiul Asociației Scriitorilor din Iași pentru proză, (1990) pentru Dincolo de geamanduri, Iași, 1990;
- Premiul pentru literatură al revistei Cronica (1993);